# Testament de Georg Friedrich Händel

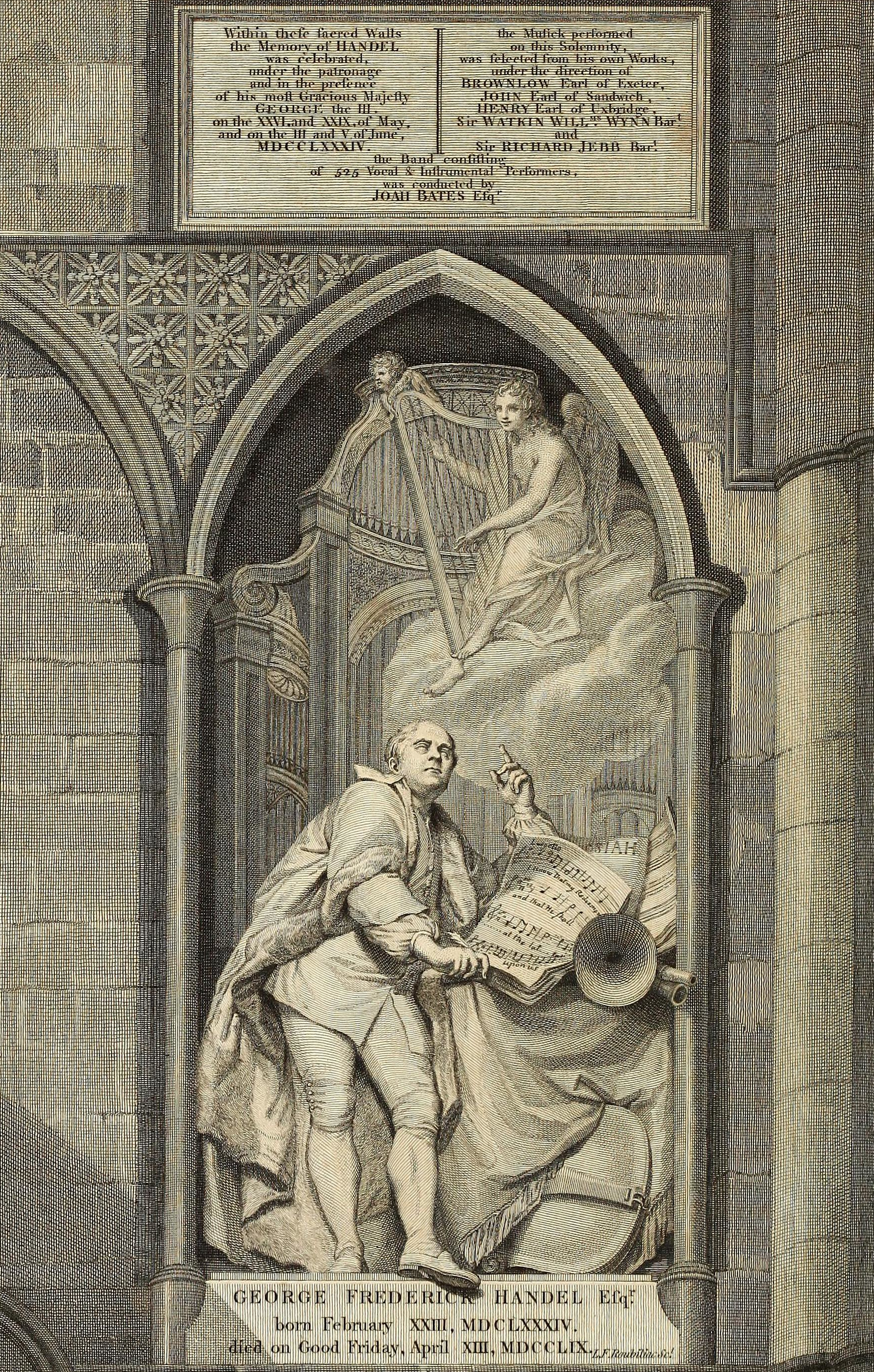
El monument a Handel a l'Abadia de Westminster amb la placa de gravació del Handel Commemoration de 1784

El testament de Georg Friedrich Händel és el document jurídic hereditari d'aquest compositor del barroc (23 febrer 1685;– 14 abril 1759), i que s'elaborà al llarg de diversos anys i amb diversos codicils o modificacions posteriors. Händel va fer la primera versió del seu testament el 1750, quan li quedaven nou anys de vida, i el va completar (amb el codicil final) tres dies abans de la seva mort. El testament de Händel comença com segueix:
| « | En el Nom de Déu Amén. Jo George Friedrich Handel considerant la incertesa de la vida humana faig que aquesta sigui la meva Voluntat de la següent manera Viz. ... | » |

## Parts del testament
La següent taula documenta les dates del testament original i els quatre codicil, així com les declaracions dels testimonis al final de cada part del testament.
| Data          | Part              | Declaració de voluntat |
| ------------- | ----------------- | --- |
| 1 juny 1750   | Voluntat original | Com a prova de l'anterior, he col·locat la meva signatura l'1 de juny de 1750. GEORGE FREDERIC HANDEL |
| 6 agost 1756  | codicil           | Com a prova d'això, he posat la meva signatura i el segell, el sis d'agost de mil set-cents cinquanta-sis. GEORGE FREDERIC HANDEL."En el dia i any escrit a dalt, aquest codicil es va llegir a George Frideric Handel i va ser signat i publicat per ell en la nostra presència."Tho. Harris.John Hetherington. |
| 22 març 1757  | codicil           | Com a prova d'això, he posat la meva signatura, el dia vint-i-dos de març de mil set-cents cinquanta-set. GEORGE FREDERIC HANDEL."En el dia i any escrit a dalt, aquest codicil es va llegir a George Frideric Handel i va ser signat i publicat per ell en la nostra presència."Tho. Harris.John Hetherington.  |
| 4 agost 1757  | codicil           | Com a prova d'això, he posat la meva signatura, aquest dia 4 d'agost, mil set-cents cinquanta-set. GEORGE FREDERIC HANDEL."En el dia i any escrit a dalt, aquest codicil es va llegir a George Frideric Handel i va ser signat i publicat per ell en la nostra presència."Tho. Harris.John Hetherington.         |
| 11 abril 1759 | Codicil           | Com a prova d'això, vaig posar la meva signatura i segell, aquest dia onze d'abril de 1759.G. F. Handel."Aquest codicil es va llegir a George Frideric Handel i va ser signat i publicat per ell, en presència, en el dia i any escrit a dalt, de la nostra persona."A. S. Rudd.J. Christopher Smith.            |

## Testament de Händel
El contingut de cada part del testament de Händel es detalla en la següent taula.
| Data de la voluntat | Element | Beneficiari                                                                                             | Llegat | Nota |
| ------------------- | ------- | --- | --- | --- |
| 1r juny 1750        | 1       | Peter Le Blond                                                                                          | "els meus vestits i llençols" | Peter Le Blond era criat de Händel. |
| 1r juny 1750        | 2       | Peter Le Blond                                                                                          | 300 lliures | El llegat a Le Blond no es va fer efectiu perquè va morir abans que Händel. |
| 1r juny 1750        | 3       | Altres criats de Händel                                                                                 | "un any de Salari" | |
| 1r juny 1750        | 4       | Christopher Smith (1712-1795)                                                                           | "El meu gran clavicèmbal, i el meu petit orgue domèstic, i els meus llibres de Música"                                                    | |
| 1r juny 1750        | 5       | Christopher Smith                                                                                       | 500 lliures | |
| 1r juny 1750        | 6       | James Hunter                                                                                            | 500 lliures | |
| 1r juny 1750        | 7       | Christian Gottlieb Händel (1714-cap a 1757)                                                             | 100 lliures | Christian (que vivia a Copenhaguen) era net del germà de Händel, Karl. |
| 1r juny 1750        | 8       | Magister Christian August Rotth (1685-1752)                                                             | 100 lliures | Cunyat de Händel, a Halle. |
| 1r juny 1750        | 9       | Vídua de George Taust Jr.                                                                               | 300 lliures | La tia de Händel, era la vídua de George Taust Jr (rector de Giebichenstein, prop de Halle). El llegat mai va ser remès ja que la vídua va morir abans que Händel.                                                                                                  |
| 1r juny 1750        | 10      | Vídua de Taust i sis fills.                                                                             | 1.200 lliures | A cadascun dels fills li va adjudicar 200 lliures. (Un d'ells va morir abans que Händel) |
| 1r juny 1750        | 11      | Johanna Fridericia Floerken                                                                             | ""Tota la resta i el que quedi del meu patrimoni en rendiments bancaris anuals, 1746, sft. sub. o de qualsevol altre tipus o naturalesa"" | Johanna (de Gotha, a Saxonia, nascuda Michaelsen, a Halle) era la neboda de Händel. La seva inclusió en el testament la va convertir en l'única executora de la voluntat de Händel.                                                                                 |
| 6 agost 1756        | 12      | Peter Le Blond                                                                                          | 200 lliures | A més del llegat previ. |
| 6 agost 1756        | 13      | Christopher Smith                                                                                       | 1.500 lliures | A més del llegat previ. |
| 6 agost 1756        | 14      | Christian Gottlieb Händel                                                                               | 200 lliures | A més del llegat previ. |
| 6 agost 1756        | 15      | La vídua del Magister Christian August Rotth                                                            | 100 lliures | A més del llegat previ. Magister Christian August Roth va morir després del testament de Händel de 1750. Händel escriu que si la vídua de Roth morís, haurien de donar-se els diners als seus fills.                                                                |
| 6 agost 1756        | 16      | Vídua de Taust i cinc fills .                                                                           | 1.500 lliures | Atès que la vídua i un dels fills van morir després del testament de Händel en 1750, Händel va exigir que les 1.200 lliures originals (per als fills) més les 300 lliures originals (de la vídua) es distribuïssin entre la resta dels cinc fills (300 £ cadascun). |
| 6 agost 1756        | 17      | Thomas Morrell                                                                                          | 200 lliures | Doctor Thomas Morrell de Turnham Green. |
| 6 agost 1756        | 18      | Newburgh Hamilton                                                                                       | 100 lliures | Hamilton (d'Old Bond Street) havia col·laborat amb Händel en l'adaptació de la lletra d'algunes de les obres de Händel. |
| 6 agost 1756        | 19      | George Amyant                                                                                           | 200 lliures | Amb el codicil de 1756, Händel va fer que coexecutor del seu testament (juntament amb la neboda de Händel) a George Amyant, Senyor de Lawrence Pountney Hill. |
| 22 març 1757        | 20      | John Duburk                                                                                             | 500 lliures | Duburk era nebot de Peter Leblond. Com Le Blond havia mort feia poc, Händel va donar a Duburk les 500 £ assignades prèviament. |
| 22 març 1757        | 21      | Thomas Bramwell                                                                                         | 30 lliures | Bramwell era criat de Händel. Händel va estipular que els diners només es pagarien si Bramwell encara vivia amb Händel en el moment de la mort de Händel. |
| 4 agost 1757        | 22      | Christianna Sussanna Händel                                                                             | 300 lliures | Christian Gottlieb Händel havia mort recentment, per la qual cosa Händel va llegar les 300 lliures ja assignades a Christianna (que vivia a Goslar)... |
| 4 agost 1757        | 23      | Rahel Sophia Händel                                                                                     | 300 lliures | Rahel era una altra germana de Christian Gottlieb Händel, i vivia a Pless, prop de Teschen, a Silèsia. |
| 4 agost 1757        | 24      | John Rich, Esquire                                                                                      | "«El meu gran orgue» que es troba en el Theatre Royal, Covent Garden"                                                                     | |
| 4 agost 1757        | 25      | Charles Jennens, Esquire                                                                                | "Dos quadres, cap d'ancià i cap d'anciana, fets per Denner (1685-1749)."                                                                  | Balthasar Denner va pintar diversos retrats de Händel, però no se'n sap res d'aquests quadres del testament de Händel. |
| 4 agost 1757        | 26      | — Granville, Esquire                                                                                    | "El paisatge, una vista del Rin, feta per Rembrandt, i una altra, per la mateixa mà, qui em va fer un regal fa algun temps."              | El primer nom és il·legible, però és Bernard Granville de Holles Street i Calwich Abbey, Staffordshire. |
| 4 agost 1757        | 27      | Hospital Foundling                                                                                      | "una bonica còpia de la partitura, i totes les parts del meu oratori anomenat El Messies"                                                 | |
| 11 abril 1759       | 28      | Administradors o comissaris de la Societat per al Suport als Músics Necessitats i a les seves Famílies. | 1.000 lliures | "per ser dispost de la manera més beneficiosa per als objectius d'aquesta organització benèfica". |
| 11 abril 1759       | 29      | George Amyant                                                                                           | 200 lliures | A més del llegat anterior. |
| 11 abril 1759       | 30      | Thomas Harris, Esquire                                                                                  | 300 lliures | Thomas Harris de Lincolns Inn Fields. |
| 11 abril 1759       | 31      | John Hetherington                                                                                       | 100 lliures | John Hetherington, de l'oficina de "Court of First Fruits and Tenths", en el Middle Temple. |
| 11 abril 1759       | 32      | James Smyth                                                                                             | 500 lliures | James Smyth, de Bond Street, va estar present en el funeral de Händel i va escriure un llarg informe per a un altre dels amics de Händel, Bernard Granville. |
| 11 abril 1759       | 33      | Mathew Dubourg                                                                                          | 100 lliures | Mathew Dubourg era un músic. |
| 11 abril 1759       | 34      | Thomas Bramwell                                                                                         | 70 lliures | A més del llegat anterior. |
| 11 abril 1759       | 35      | Benjamin Martyn                                                                                         | 50 guinees | |
| 11 abril 1759       | 36      | John Belchar                                                                                            | 50 guinees | John Belchar de Sun Court Threadneedle Street era un cirurgià. |
| 11 abril 1759       | 37      | John de Bourk                                                                                           | "tota la meva roba" | John de Bourk era un servent de Händel. |
| 11 abril 1759       | 38      | John Cowland                                                                                            | 50 lliures | John Cowland de New Bond Street era un farmacèutic. |
| 11 abril 1759       | 39      | | 600 lliures (màxim) | Per fer servir pel meu marmessor en la construcció d'un monument a Händel en l'Abadia de Westminster. |
| 11 abril 1759       | 40      | Mrs Palmer                                                                                              | 100 lliures | La vídua de Mr Palmer de Chelsea. |
| 11 abril 1759       | 41      | Les serventes de Händel                                                                                 | El salari d'un any | "més enllà del que se'ls deu al moment de la meva mort". |
| 11 abril 1759       | 42      | Mrs Mayne                                                                                               | 50 guinees | Mrs Mayne era vídua i germana del difunt Mr. Batt. |
| 11 abril 1759       | 43      | Mrs Downalan                                                                                            | 50 guinees | La Sra. Downalan o Donnellan de Charles Street Berkeley Square, una de les dues filles de Nehemiah Donnellan (1649-1705), Lord Chief Baron of the Exchequer a Irlanda, i la seva esposa Martha.                                                                     |
| 11 abril 1759       | 44      | Mr Reiche                                                                                               | 200 lliures | Mr Reiche era el secretari dels assumptes de Hanover. |

## Funerals de Händel
En el codicil final de la seva voluntat (apartat 39 de la taula anterior), Händel va expressar el seu desig de ser enterrat de la següent manera:
| «            | Espero tenir l'autorització del Deán i del Capítol de Westminster per a l'enterrament de l'Abadia de Westminster, de manera privada, un discreció de la meva albacea, el Sr. Amyand; i deseo que em dico albacea tenga permís per erigir-ne un monument per a mi allí, i que qualsevol suma que no excedeixi les seqüències de llibres, sea gastada per al final, un discreció de la meva dicola albacea. | » |
| — G.F.Handel | |   |

Händel va ser sepultat en l'ala sud de l'Abadia de Westminster i el seu funeral va tenir lloc el divendres, 20 d'abril de 1759. Les honres fúnebres van ser presidides pel Dr. Zachary Pearce (Bisbe de Rochester), van assistir més de 3,000 persones. Els cors de la capella real, de la catedral de Sant Pau i l'Abadia de Westminster van cantar l'Himne Funerari de William Croft (1678-1727).